# Слуква новогвінейська
Слуква новогвінейська (Scolopax rosenbergii) — вид сивкоподібних птахів родини баранцевих (Scolopacidae).

## Назва
Наукова назва виду на честь німецького натураліста Германа фон Розенберга (1817—1888).

## Поширення
Ендемік Нової Гвінеї. Поширений від півночі півострова Доберай через Центральний хребет і півострів Гуон до хребта Овен-Стенлі на Папуаському півострові.

## Опис
Зовні він схожий на слукву суматранську (Scolopax saturata), досягаючи в середньому близько 30 см в довжину і важить від 189 до 220 грамів. 